# Hanitriniaina Rakotondrasoa
Hanitriniaina Rakotondrasoa, née le 17 avril 1993, est une taekwondoïste malgache.

## Carrière
Hanitriniaina Rakotondrasoa est médaillée de bronze dans la catégorie des moins de 49 kg aux Championnats d'Afrique de taekwondo 2012 à Antananarivo.